# Iezerul Călărași
Iezerul Călărași este o arie de protecție specială avifaunistică  situată în județul Călărași, pe teritoriile administrative ale comunelor  Cuza Vodă și Grădiștea; și pe cel al municipiului Călărași.

## Localizare
Aria naturală cu o suprafață de 5008.7 hectare se află în Muntenia, în partea central estică a județului Călărași, ocupând lunca stângă a Dunării în zona unde Brațul Borcea se desparte de aceasta, lângă drumul național DN31 care leagă orașul Călărași de localitatea Grădiștea, în partea estică a rezervației naturale Ostrovul Ciocănești.

## Înființare
Situl Iezerul Călărași a fost declarat arie de protecție specială avifaunistică (ROSPA0051) în octombrie 2007 prin Hotărârea  de Guvern nr. 1284 (privind declararea ariilor de protecție specială avifaunistică ca parte integrantă a rețelei ecologice europene Natura 2000 în România) și începând din iulie 2012 este protejată prin Convenția Ramsar ca zonă umedă de importanță internațională. 
Arealul reprezintă o zonă umedă de câmpie (luciu de apă, ape curgătoare, lacuri, mlaștini, stufărișuri, pajiști, terenuri agricole), ce adăpostește și asigură condiții de cuibărit, hrană și viețuire pentru mai multe specii de păsări migratoare și de pasaj, dintre care unele rare și protejate prin lege.

## Biodiversitate
Iezerul Călărași dispune de mai multe tipuri de habitate, astfel: mlaștini, turbării, râuri, lacuri, terenuri arabile cultivate, stufărișuri și pajiști, ce asigură condiții prielnice de viață pentru mai multe specii de păsări.

### Avifaună

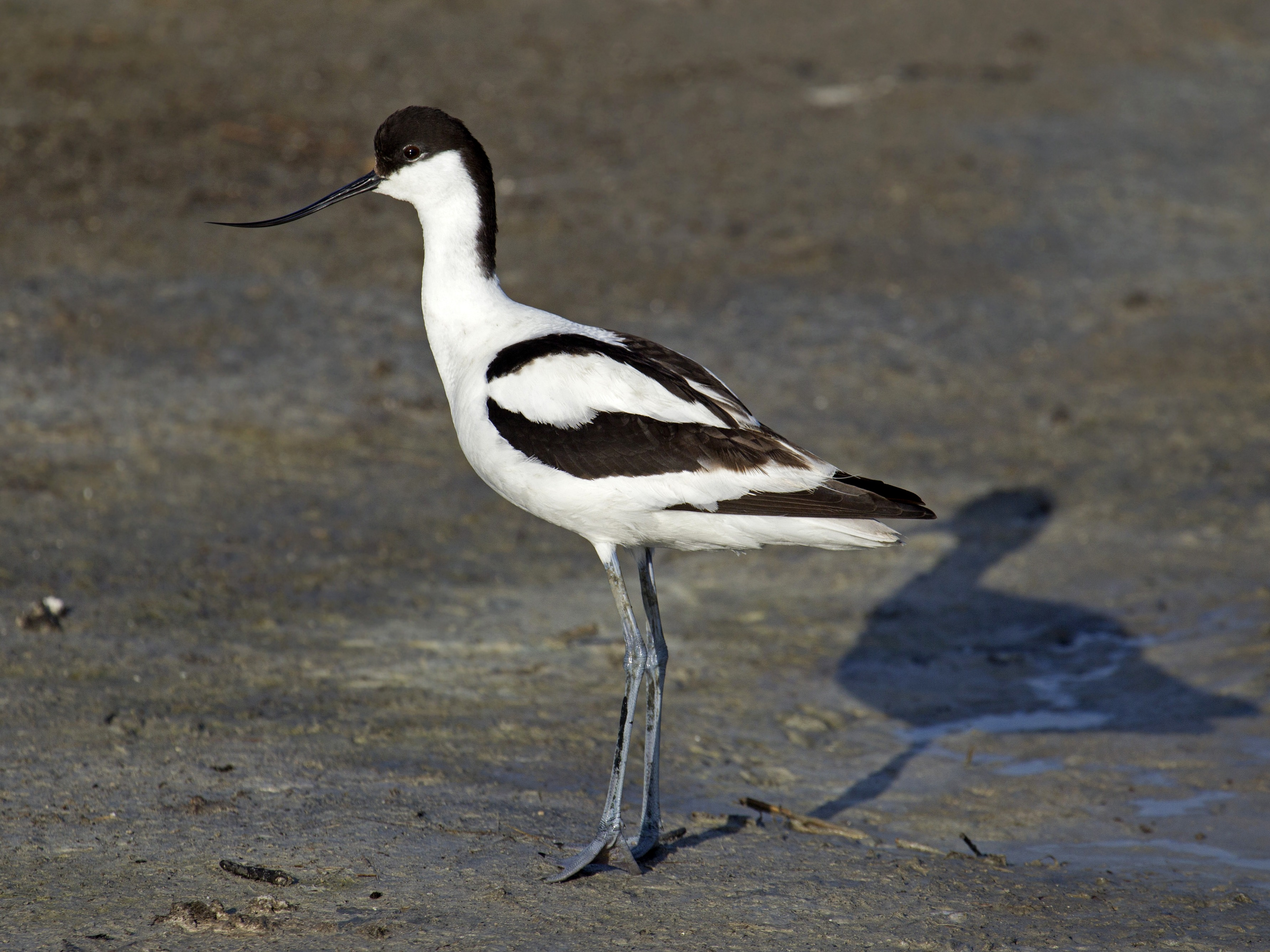
Cioc-întors (Recurvirostra avosetta)

Aria naturală are o importanță mare datorită prezenței în arealul său a mai multor specii de păsări migratoare: lebădă de iarnă (Cygnus cygnus, barză albă (Ciconia ciconia), chiră neagră (Chlidonias niger), gârliță mare (Anser albifrons), gâsca cu piept roșu (Branta ruficollis), prundaș de sărătură (Charadrius alexandrinus), egretă mică (Egretta garzetta), egretă albă (Egretta alba), piciorongul (Himantopus himantopus), bătăuș (Philomachus pugnax), cioc-întors (Recurvirostra avosetta), chiră de baltă (Sterna hirundo), ferestraș mic (Mergus albellus), fluierar de mlaștină (Tringa glareola) și a speciilor care cuibăresc în rezervație: stârcul purpuriu (Ardea purpurea) și rața roșie (Aythya nyroca), precum  și a câtorva care iernează aici: pelicanul comun (Pelecanus onocrotalus), țigănușul (Plegadis falcinellus), sau lopătarul (Platalea leucordia). 